# Magnaguti
Magnaguti, nobile famiglia mantovana, che si trasferì dal Polesine nel mantovano nel XVI secolo.
Ottenne la cittadinanza mantovana nel 1632 con decreto del duca Carlo Gonzaga.

## Esponenti illustri
- Pietro Antonio Magnaguti (XVI secolo)
- Giuseppe Magnaguti (1592-?), ottenne la cittadinanza di Mantova
- Francesco Magnaguti (?-1690), figlio di Giuseppe, possidente e podestà di Sermide[4]
- Giambattista Magnaguti (XVII secolo), figlio di Francesco, ottenne il titolo di conte nel 1699 dal duca di Mantova Ferdinando Carlo Gonzaga
- Ludovico Magnaguti (XVII secolo), avvocato e senatore del tribunale
- Giuseppina Magnaguti (XVII secolo), madre del patriota Giovanni Chiassi[5]
- Antonio Magnaguti (?-1822), figlio di Ludovico, fu prefetto della Congregazione Municipale di Milano
- Ercole Magnaguti (1832-1892), sindaco di Mantova[6]
- Alessandro Magnaguti (1887-1966), numismatico e importante collezionista,[7] fu membro dell'Accademia Virgiliana di Mantova; fu l'ultimo conti Magnaguti.

## Galleria d'immagini

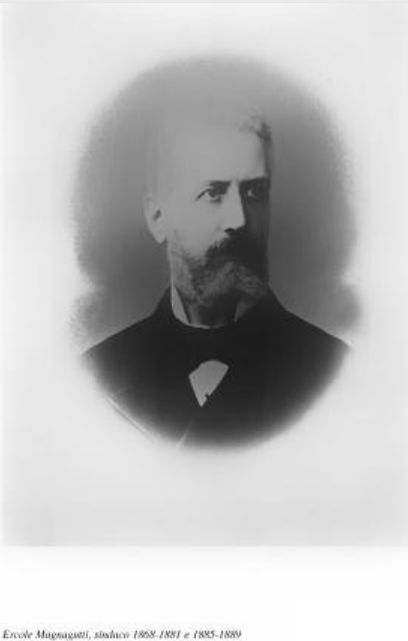
Ercole Magnaguti, sindaco di Mantova
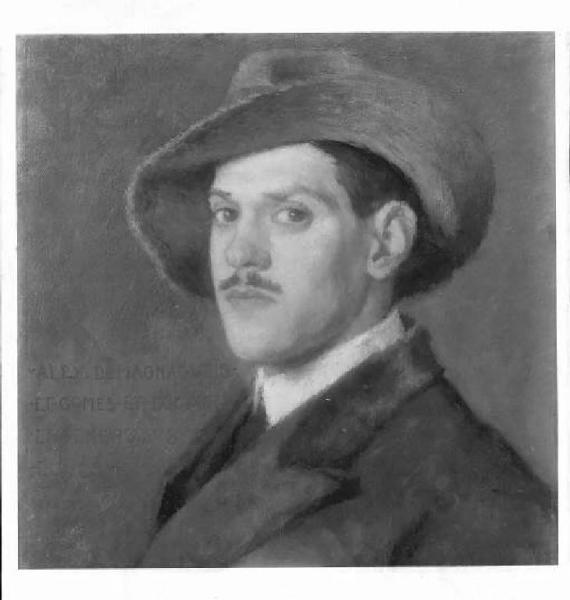
Ritratto del conte Alessandro Magnaguti
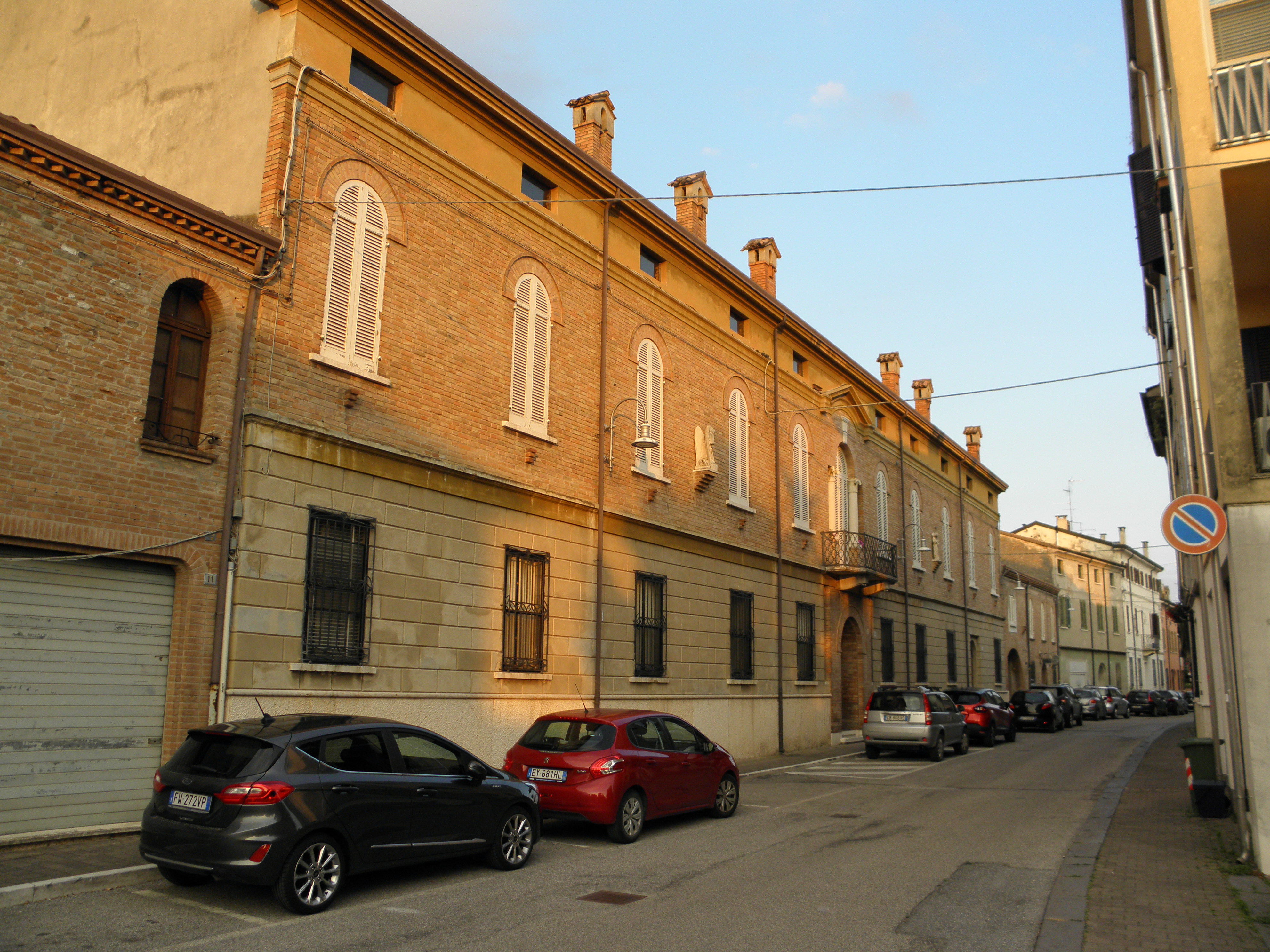
Sermide, Palazzo Magnaguti
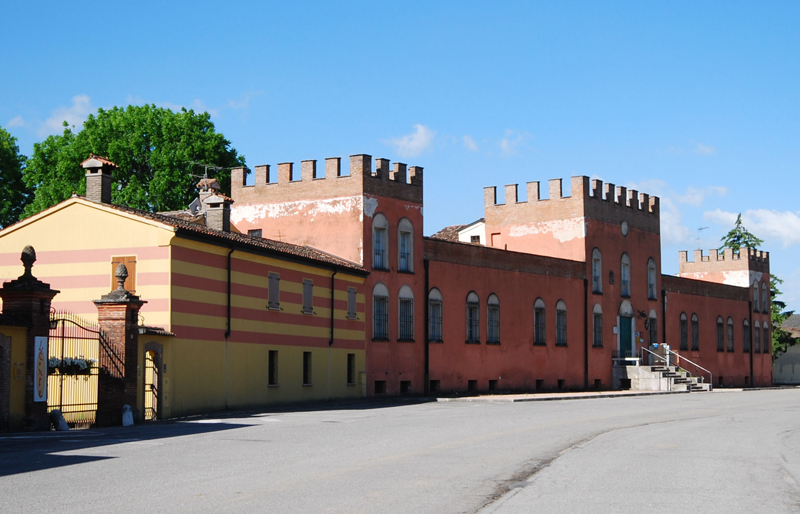
Cerlongo di Goito, Villa Magnaguti